# Ainosaari
Ainosaari är en liten ö i Finland. Den ligger i sjön Huhkojärvi och i kommunen Keuru i den ekonomiska regionen  Keuru  och landskapet Mellersta Finland, i den södra delen av landet, 220 km norr om huvudstaden Helsingfors. Öns area är 0,1 hektar och dess största längd är 50 meter i nord-sydlig riktning.